# Episinus longabdomenus
Episinus longabdomenus là một loài nhện trong họ Theridiidae.
Loài này thuộc chi Episinus. Episinus longabdomenus được Chuandian Zhu miêu tả năm 1998.